# Unidos Avanzamos
Unidos Avanzamos är en ort i Mexiko.   Den ligger i kommunen Altamira och delstaten Tamaulipas, i den östra delen av landet, 400 km norr om huvudstaden Mexico City. Unidos Avanzamos ligger 17 meter över havet och antalet invånare är 1 008.
Terrängen runt Unidos Avanzamos är platt, och sluttar söderut. Runt Unidos Avanzamos är det ganska tätbefolkat, med 104 invånare per kvadratkilometer. Närmaste större samhälle är Altamira, 5,7 km sydost om Unidos Avanzamos. Trakten runt Unidos Avanzamos består huvudsakligen av våtmarker.